# Punta del Rei
La Punta del Rei és una muntanya de 374 metres que es troba al municipi de Llardecans, a la comarca catalana del Segrià.